# Psychedelic Sexfunk Live from Heaven
Psychedelic Sexfunk Live from Heaven é um show gravado em  Long Beach Arena, California em dezembro de 1989 e lançado para VHS em 1990. O vídeo contém imagens do Red Hot Chili Peppers com a formação Anthony Kiedis, Flea, Chad Smith, e John Frusciante durante a turnê do Mother's Milk.

## Canções
1. "Stone Cold Bush"
2. "Star Spangled Banner"
3. "Good Time Boys"
4. "Sexy Mexican Maid"
5. "Magic Johnson"
6. "Pretty Little Ditty"
7. "Knock Me Down"
8. "Special Secret Song Inside"
9. "Subway To Venus"
10. "Nevermind"